# Naast (Belgique)
Pour les articles homonymes, voir Naast.
Naast [naːst] (en wallon Nåsse) est une section de la commune belge de Soignies, située en Wallonie dans la province de Hainaut.
C'était une commune à part entière avant la fusion des communes de 1977.

## Géographie

### Paysage
Nous nous trouvons ici dans un milieu de végétation aquatique très riche où l'on trouve les sources de la Senne et de nombreux ruisseaux : Quenast, Prés Mercq, Grands Viviers, Faurieu. Le territoire apparaît comme une large plaine d'une altitude de 100 à 110 mètres, relevé vers le sud où il atteint 140 mètres.

### Géologie
Le sous-sol de Naast est majoritairement constitué de sol Yprésien de l'ère Cénozoïque (Époque Eocène, il y a environ 55 millions d'années). On peut le scinder en deux catégories. L'Yprésien sableux au sommet des buttes boisées de la région (sables fins micacés légèrement glauconifères) et l'Yprésien argileux (argile gris/ocre). De petites nappes aquifères locales peuvent exister au niveau de cette couche d'argile. Il est également possible de trouver plus en profondeur des couches datant du Carbonifère (il y a environ 350 millions d'années). Ces couches sont visibles dans les carrières de pierre bleue de la région de Neufvilles et de Soignies.

### Hydrographie
La rivière appelée "la Senne" prend sa source sur le territoire de Naast près du point culminant de la commune de Soignies, vers 140 mètres d'altitude.

## Évolution démographique
- Sources : INS, Rem. : 1831 jusqu'en 1970 = recensements, 1976 = nombre d'habitants au 31 décembre.

## Histoire
De toutes les localités de l'entité, Naast est sans doute celle où la présence romaine paraît avoir été la plus forte. On y a découvert des urnes funéraires, des tuiles et des monnaies d'Adrien à Constance Chlore, sur le site de l'ancien bois de Naast. Au Moyen Âge, la seigneurie de Naast était très importante. Elle passa au comte de Hainaut en 1339 de même que l'Hôtel de Naast à Mons. Elle fut ensuite la propriété de la puissante famille d'Arenberg à partir de 1641. À l'origine, Naast était un pays de sources, de fontaines, d'étangs et de grands bois jusqu'au déboisement. Outre la seigneurie principale, il y avait à Naast : la seigneurie d'Ottignies, la seigneurie de Maurage et la seigneurie de la Court au Bois. Le village était autrefois le siège d'une industrie florissante de scierie. On y trouvait aussi des carrières de grès, des fabriques de lames de scies pour les carrières, de pannes, vinaigrerie et caisserie.

## Patrimoine et culture

### Culture

#### Folklore
Le Carnaval de Naast a lieu chaque année, le quatrième week-end de septembre.
Moment phare du carnaval, la sortie des Gilles de Naast. Le carnaval commence le dimanche et se termine le mardi qui suit. Point d'orgue, le lundi soir, les Gilles circulent dans le village à la lumière des flambeaux. Flambeaux portés uniquement par les mamans et les épouses, compagnes des Gilles. Arrivé sur la place du village, on brûle en effigie un Gilles de paille suivi par un feu d'artifice.

## Vie associative

### Associations
- "Speed Driver RC", club de modélisme.